# Mound City (Kansas)
Mound City – miasto w Stanach Zjednoczonych, w stanie Kansas, w hrabstwie Linn.